# Široká Niva
Široká Niva település Csehországban, a Bruntáli járásban. Široká Niva Světlá Hora, Bruntál, Vrbno pod Pradědem, Oborná, Nové Heřminovy, Karlovice, Krasov, Čaková és Staré Město településekkel határos. Lakosainak száma 550 fő (2024. január 1.).

## Népesség
A település lakosságának változását az alábbi diagram mutatja:
| Lakosok száma | 1980 | 2143 | 2058 | 1219 | 634  | 573  | 559  | 546  | 549  | 550  |
|               | 1869 | 1890 | 1921 | 1950 | 1980 | 2001 | 2017 | 2019 | 2022 | 2024 |